# 八田製作所
株式会社八田製作所（はったせいさくじょ）は、大阪府堺市中区に本社を置く、競輪の自転車部品を製造するメーカーである。
チタン合金の切削加工を得意とし、特に自転車部品においては、世界選手権自転車競技大会トラックレースにて中野浩一の10連覇達成を製品で支えたメーカーとして知られる。

## 来歴
- 1945年、設立する[2]。
- 1951年、株式会社に改組する[2]。
- 1975年、資本金を4,800万円に増資する[2]。
- 1977年、自転車部品ヘッドパーツが競走車安全基準適合に認定される[2]。
- 1979年、熱処理部門を分社化し、八田工業株式会社を設立する[2]。
- 1986年、八田の自転車部品を採用した中野浩一が、世界選手権自転車競技大会トラックレース1986にて10連覇目を達成。
- 1993年、自転車部品チタン製ヘッドパーツが競走車安全基準適合に認定される[2]。
- 1994年、自転車部品ボトムブラケットが競走車安全基準適合に認定される[2]。
- 1995年、自動車部品の製造を開始する[2]。
- 1999年、ロボット部品の製造を開始する[2]。
- 2004年、医療機器部品の製造を開始する[2]。
- 2006年、メカニカルシール部品の製造を開始する[2]。
- 2009年、11月30日にISO 9001-2008認証取得[2]。
- 2006年、航空機部品の切削加工を開始する[2]。
- 2007年、三菱重工業高砂製作所の認定工場となり、プラント関連部品の切削加工を開始する。隅谷明夫が代表取締役に就任する[2]。